# RS Feva
L'RS Feva è una barca a vela da regata, la cui classe è riconosciuta dalla International Sailing Federation .

## Descrizione
L'RS Feva è una deriva "doppio", cioè con equipaggio composto da due persone, dotata di randa fiocco e gennaker. È adatta soprattutto ad essere condotta da velisti giovani (da 10 a 15 anni circa) ed è diffusa nella maggior parte dei paesi europei.
Viene prodotta dal cantiere inglese RS Sailing.